# Zamek biskupów wrocławskich w Ujeździe

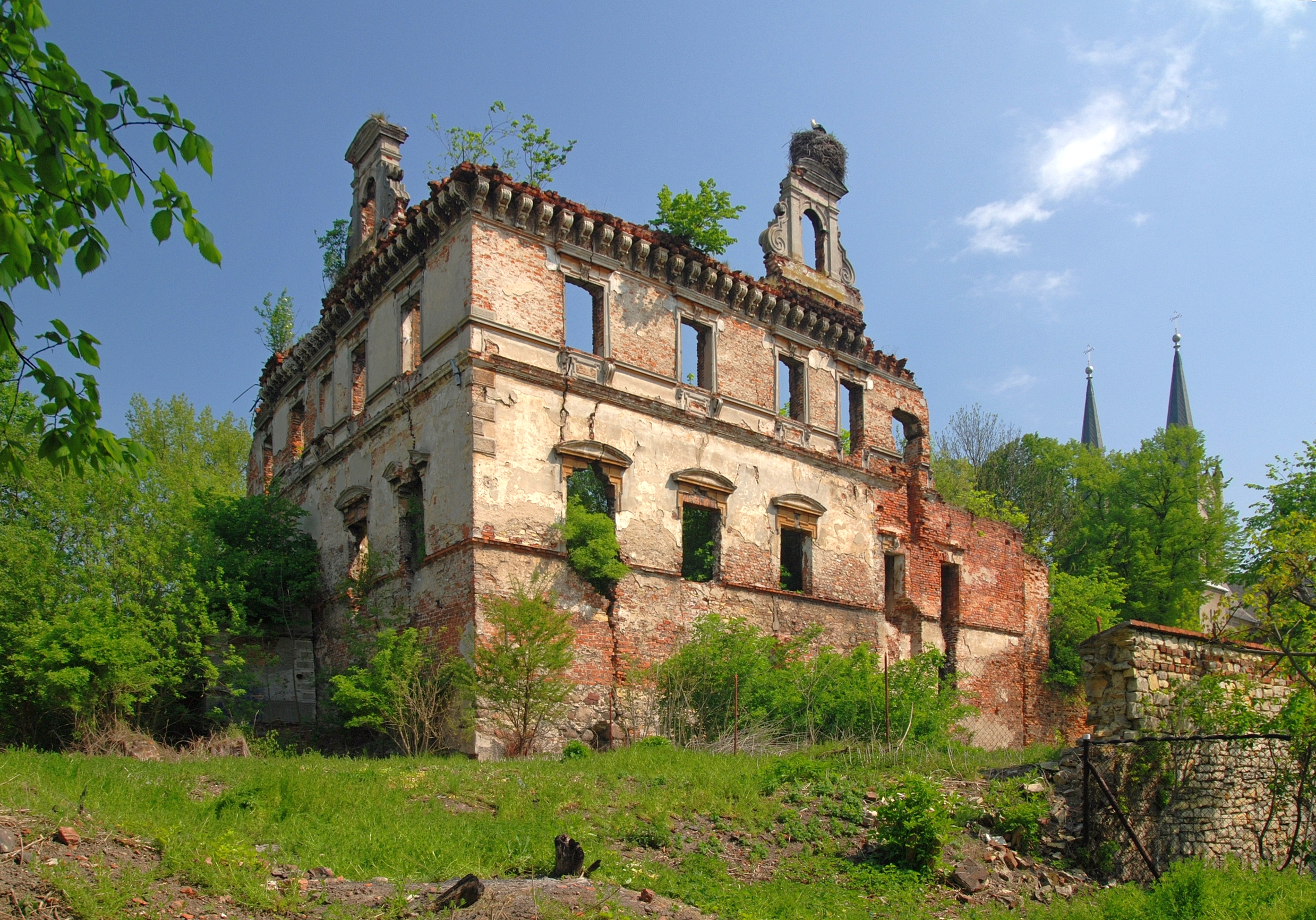
Elewacja południowo-zachodnia

Zamek biskupów wrocławskich w Ujeździe – ruiny zamku leżącego w mieście Ujazd, w powiecie strzeleckim, w województwie opolskim. Zamek powstał w połowie XIII wieku, jako własność biskupów wrocławskich. Rozbudowany w XIV wieku w stylu gotyckim i przebudowany w stylu renesansowym w wieku XVI. W XVIII wieku założenie przebudowano na barokowy pałac.
Wpisany do rejestru zabytków 15 maja 1964 roku, nr rejestru 884/64.

## Historia
Siedziba biskupa wrocławskiego obok osady Ujazd, powstała w połowie XII wieku. Ujazd po raz pierwszy wzmiankowany był w bulli papieża Hadriana IV z roku 1155. Bulla wymieniała posiadłości biskupstwa wrocławskiego na Śląsku. Wybudowany w XII wieku zamek miał początkowo formę czworobocznej wieży z przyporami w narożach (długość boku 8,5 m) i pełnił funkcję donżonu – baszta mieszkalna. Warownia była niewielkich rozmiarów. Zachodnia ściana wieży była zespolona z murem obwodowym zamykającym prostokąt o wymiarach 23×31,5 m. Mury obronne odpowiadały przebiegowi ścian późniejszego pałacu z końca XVI wieku. Przed murem obronnym były dwa rzędy drewnianych palisad, które koliście otaczały murowaną część warowni. Przed zewnętrzną palisadą znajdowała się fosa a we wschodniej części brama wjazdowa.
W XIII wieku do baszty obronnej dobudowano Dom Biskupi, który stał się siedzibą biskupiego Prokuratora. W okresie od XIII do początków XV wieku biskupi często przebywali w Ujeździe, o czym świadczą wystawione tutaj dokumenty. Ujazd stanowił wtedy centrum dóbr biskupich w granicach księstwa opolskiego, tzw. Klucza Ujazdowskiego.
W XIV wieku basztę i Dom Biskupi przebudowano w stylu gotyckim. Powiększono też obszar zamku otoczony murem obronnym i zbudowano bramę z piętrowym budynkiem bramnym. Prawdopodobnie w narożniku pn.-wsch. zbudowano drugą basztę lub basteję wychodzącą poza mury. Około 1365 roku, w czasie konfliktu biskupa Przecława z Pogorzeli z księciem opolskim Bolkiem III zbudowano dodatkowe fortyfikacje broniące zamku i miasta. W 1370 roku na polecenie cesarza Karola IV fortyfikacje te zburzono. Później odbudowano jedynie mury miasta.
| Walter z Malonne                     | 1149–1169  |
| Żyrosław II                          | 1170–1198  |
| Jarosław opolski                     | 1198–1201  |
| Cyprian                              | 1201–1207  |
| Wawrzyniec                           | 1207–1232  |
| Tomasz I                             | 1232–1268  |
| Władysław wrocławski                 | 1268–1270  |
| Tomasz II Zaremba                    | 1270–1292  |
| Jan Romka                            | 1292–1301  |
| Henryk z Wierzbna                    | 1302 -1319 |
| Wit de Habdank i Lutold z Kromieryża | 1319–1326  |
| Nankier                              | 1326–1341  |
| Przecław z Pogorzeli                 | 1342–1376  |
| Wacław II legnicki                   | 1382–1417  |
| Konrad IV Starszy                    | 1417–1428  |

### We władaniu Piastów opolskich (1428–1524)
Ujazd pozostał własnością biskupstwa wrocławskiego do 1428 roku, wtedy to został przejęty, jako zastaw, przez księcia opolsko – strzelecko – niemodlińskiego Bernarda (1428–1443). Ujazdowski zamek stał się siedzibą starosty książęcego. W 1428 roku starostą został Janke Kotuliński z Kotulina.
W I połowie XV wieku Ujazd z zamkiem był kilkukrotnie zdobywany. W 1430 roku Ujazd zdobyły wojska husyckie, a w 1434 roku wojska polskie starosty sieradzkiego Krystyna z Koziegłów w pogoni za rycerzem – rozbójnikiem Mikołajem Kornicz Siestrzeńcem zajmują Gliwice i Ujazd. W czasie wyprawy po koronę czeską dla księcia Kazimierza Jagiellończyka, 23 -24.09 1438 roku wojska króla polskiego Władysława III pustoszą Ujazd i okolicę.
W 1443 roku Ujazd z Kluczem Ujazdowskim zostaje sprzedany przez biskupa Konrada IV księciu opolskiemu Bolkowi V (1443–1460), który sprzeciwił się przejęciu Ziemi Oświęcimskiej przez biskupa krakowskiego Zbigniewa Oleśnickiego. Sprzeciw Bolka V i innych książąt opolskich doprowadził do wojny z Oleśnickim (1444–1452). W 1444 roku wojska Oleśnickiego pod dowództwem Piotra Szafrańca z Pieskowej Skały zdobyły Ujazd, Toszek i Koźle.
Po Bolku V Ujazd przejmuje książę opolski Mikołaj I (1460–1463) i oddaje Ujazd córce Machnie jako wiano. Mąż Machny książę Przemek Toszecki (1463–1465 i 1466–1484) wykupuje wiano w 1463 roku, ale już dwa lata później musiał je odsprzedać biskupowi wrocławskiemu. W 1465 roku Ujazd odkupuje biskup Jodok z Rużomberku (1465–1466), a już w 1466 roku sprzedaje go księciu toszeckiemu Przemkowi. Ten przekazuje Ujazd, w 1466 roku, bratu księciu Januszowi IV „bez ziemi” (1484–1497 formalny właściciel Ujazdu) na jego siedzibę. Po bezpotomnej śmierci Janusza IV w 1497 roku, Ujazd powraca do biskupstwa wrocławskiego. Biskup Jan IV Roth oddaje dobra ujazdowskie w dzierżawę wolnemu dziedzicznemu wójtowi Ujazdu Mikołajowi Dluhomil z Bierawy. Klucz Ujazdowski rozpada się, ale aż do 1810 roku zachowała się odrębna jednostka administracyjna w obrębie starostwa toszeckiego a później powiatu toszeckiego – dystrykt ujazdowski. W czasach gdy Ujazd dzierżawił Mikołaj Dluhomil, dobra ujazdowskie formalnie pozostawały własnością biskupstwa wrocławskiego. Biskupami i właścicielami miasta i zamku byli wtedy: Jan IV Roth (1497–1506), Jan V Thurzo (1506–1520), Jakub von Salza (1520–1524).

### Siedziba rodów szlacheckich i magnackich (1524–1945)
26.02.1524 roku Ujazd przechodzi ostatecznie w ręce prywatne. Biskup Jakub von Salza sprzedaje Ujazd Mikołajowi Dluhomil z Bierawy. Zamek przez cały XVI wiek (do roku 1609) staje się siedzibą ujazdowskiej gałęzi rodu Dluhomil z Bierawy. Kolejnymi właścicielami Ujazdu i zamku z tego rodu byli: Mikołaj Dluhomil z Bierawy (1524–1538), Mikołaj „młodszy” Dluhomil z Bierawy (1538–1554), Kaspar Dluhomil z Bierawy (1554 – ok. 1600) i Jan Dluhomil z Bierawy (ok. 1600–1609). Około 1560 roku Dluhomilowie z Bierawy przeszli na protestantyzm a ok. 1570 roku sąsiadujący z zamkiem kościół pw. św. Andrzeja zostaje przejęty przez protestantów.

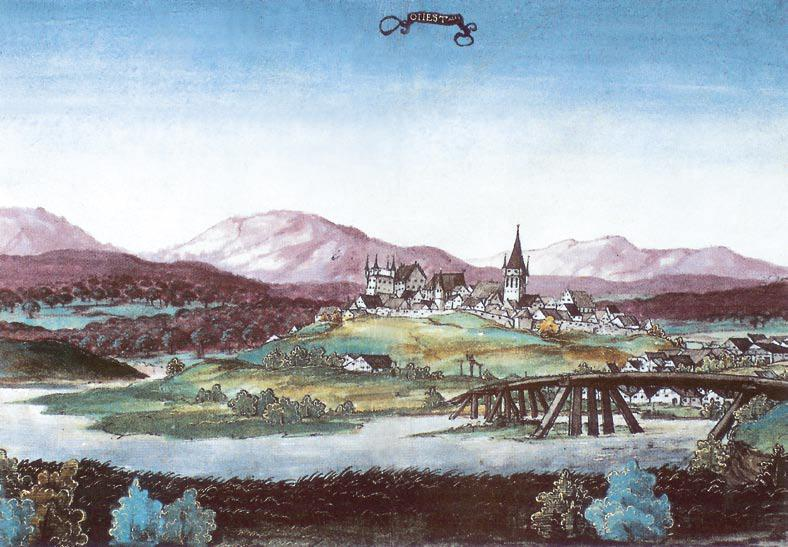

W połowie grudnia 1536 roku na zamku w Ujeździe zatrzymuje się, w drodze do Krakowa, książę Palatynatu-Neuburg i elektor Palatynatu Reńskiego Ottheinrich Wittelsbach z orszakiem. Nadworny malarz Ottheinricha Wittelsbacha sporządza rysunek z widokiem panoramy Ujazdu.
1580 roku Kaspar Dluhomil przebudowuje zamek w renesansowy pałac. Zostaje zbudowany jednopiętrowy budynek, który obejmuje mury dawnej warowni biskupiej. Baszta zostaje rozebrana, a w północno-zachodnim narożniku postawiono nową basztę, okrągłą, w której umieszczono klatkę schodową. Przebudowa była kosztowna i Kaspar Dluhomil zmuszony był zastawić Ujazd. Wierzycielami Kaspara byli: Sambor Dluhomil z Bierawy, brat Kaspara, właściciel Zabrza i Jan Bogusław von Zwolle und Goldstein ze wsi Odra (od 1602 roku właściciel Sławięcic; ożeniony z Barbarą, córką Piotr Dluhomila z Bierawy, dziedziczką Bierawy). Kaspar pozostał panem zamku.
W 1609 roku Jan Dluhomil sprzedaje Ujazd wolnemu panu Mikołajowi Kochcickiemu z Kochcic. Do 1676 roku Ujazd pozostaje własnością ujazdowskiej gałęzi rodu Kochcickich z Kochcic. Kolejnymi właścicielami byli: wolny pan Mikołaj Kochcicki z Kochcic (1609 – ok. 1644), wolna pani Anna Julianna Kochcicka z Kochcic (ok. 1644 i od ok. 1650–1666) i jej córka wolna pani Anna Maria Proskowski z Prószkowa (1666–1676).
Mikołaj Kochcicki, ożeniony z Anną Marią von Maltitz, był katolikiem i przywrócił w Ujeździe katolicyzm. W 1614 roku przebudował gotycki kościół pw. św. Andrzeja w stylu barokowym.
Po śmierci Anny Marii von Maltitz (po 1620 roku) z Ujazdu przeniesiono na Górę św. Anny figurkę św. Anny Samotrzeciej z relikwiami .
W czasie wojny trzydziestoletniej, w 1627 roku, Ujazd zostaje zajęty przez Duńczyków i Szwedów, a Mikołaj Kochcicki zostaje uwięziony w Pszczynie. Dobra Kochcickich, mimo że Mikołaj był katolikiem i stronnikiem cesarza, zostały skonfiskowane, ponieważ brat Mikołaja, Andrzej Kochcicki był przywódcą protestantów śląskich. Właścicielem Ujazdu został w 1628 roku na krótko (do ok. 1630) Maximilian von Strachwitz und Gross Zauche, starosta biskupstwa wrocławskiego. W 1644 roku, na krótko (do ok. 1650) właścicielem został Johann Gottlieb von Zwolle und Goldstein, który posiadał Sławięcice i Bierawę. Prawdopodobnie Anna Julianna Kochcicka zastawiła Ujazd.
W czasach Kochcickich, noc z 17 na 18 VIII 1638 roku spędził w Ujeździe król Polski Władysław IV Waza. Podróżował z orszakiem 1300 ludzi do kurortu Baden koło Wiednia.
W 1660 roku pałac ujazdowski zostaje przebudowany. To prawdopodobnie wtedy dobudowano drugie piętro, zbudowano klatkę schodową i zburzono basztę narożną z klatką schodową.
30 września 1676 roku Ujazd kupuje hrabia Johann Bernhard II von Praschma und Bilkau. Do 1729 roku Ujazd pozostawał siedzibą ujazdowskiej gałęzi rodu. Kolejnymi właścicielami byli: hrabia Johann Bernhard II von Praschma und Bilkau (1676–1692), hrabia Johann Ferdinand von Praschma und Bilkau (1692–1727) oraz od 1727 do 1729 hrabina Anna Julianne von Praschma i Anna Catherine von Praschma.
Ostatnie przedstawicielki ujazdowskich Praschma sprzedały dobra ujazdowskie hrabiemu Karolowi Henrykowi von Sobeck und Kornitz. Do 1780 roku Ujazd pozostał w rękach rodu von Sobeck. Właścicielami Ujazdu z tego rodu byli: hrabia Karol Henryk von Sobeck und Kornitz (1729–1738), hrabia Rudolf von Sobeck und Kornitz (1738–1748), hrabia Karl Heinrich von Sobeck und Kornitz (syn Rudolfa) – od 1748 do 1752, hrabina Marie Josephine von Wilczek (wdowa po Rudolfie von Sobeck) – od 1752 do 1780.
W czasach von Praschma i von Sobeck dobudowano skrzydła boczne pałacu. Po stronie południowej dziedzińca zbudowano jednopiętrowy budynek, a po stronie wschodniej dziedzińca przebudowano budynek bramny i całą stronę wschodnią. Północną stronę zamknięto piętrowym budynkiem gospodarczo – mieszkalnym. Jedynie północno-zachodni. narożnik pozostał niezabudowany. Pozostał tam łukowaty fragment dawnego muru obronnego z XIV wieku.
Od 1780 roku do 1843 roku zamek ujazdowski kilkakrotnie zmieniał właścicieli. Kolejnymi posiadaczami byli: hrabia Fryderyk Wilhelm von Posadowski (1780–1781), hrabia Hans Wilhelm Gottlob von Schönaich – Carolath (1781–1788), Ernst von Pannewitz (1788–1793), hrabia Heinrich von Francken – Sierstorpff (1793–1803), hrabia Friedrich Wilhelm von Francken – Sierstorpff (1803–1816), baron Joseph von Welczek (04.05.1816 – 03.02.1838).
W 1838 roku zamek ujazdowski i dobra zamkowe kupił za 150 000 talarów właściciel sąsiednich dóbr sławęcickich August Fürst zu Hohenlohe-Öhringen. Jeden z najzamożniejszych rodów magnackich był w posiadaniu pałacu w Ujeździe do stycznia 1945 roku. Kolejnymi właścicielami pałacu z tego rodu byli: generał August Fürst zu Hohenlohe-Öhringen (1843–1853), Hugo Fürst zu Hohenlohe-Öhringen, Herzog von Ujest (1853–1897), Christian Kraft Fürst zu Hohenlohe-Öhringen, Herzog von Ujest (1897–1929), Hans Fürst zu Hohenlohe-Öhringen, Herzog von Ujest (1929 – I 1945). W 1861 roku król pruski Wilhelm I nadał Hugo von Hohenlohe-Öhringen tytuł „Herzog von Ujest” – książę Ujazdu, co uczczono umieszczając nad bramą wjazdową herb książęcy.
W czasach Hohenlohe, w połowie XIX wieku, pałac poddano renowacji i upiększeniu. Całość fasady i dach otrzymał renesansowy wystrój. W samym budynku pałacu, w zachodniej ścianie zrobiono wyjście do ogrodu i dobudowano tam schodki na taras. Zlikwidowano też resztki dawnego muru obronnego w pn.-zach. narożniku i zrobiono tam przejazd do folwarku. W takim kształcie pałac przetrwał do 1945 roku.
23 stycznia 1945 roku do Ujazdu wkroczyły oddziały Armii Czerwonej. Zabudowania zamkowe i większa część miasta spłonęły, podpalone przez wojska radzieckie. Po pałacu pozostała tylko ruiny. Skrzydła boczne przestały istnieć. Po wojnie ruiny pałacu popadały w coraz większą ruinę.
W okresie powojennym właścicielem zamku był Skarb Państwa. Po 1989 roku ruiny zamku przejęte zostały przez Gminę Ujazd. Dopiero w 2015 roku zabezpieczono ruiny przed dalszym rozpadem, a na piętrze pałacu urządzono taras widokowy.

## Architektura

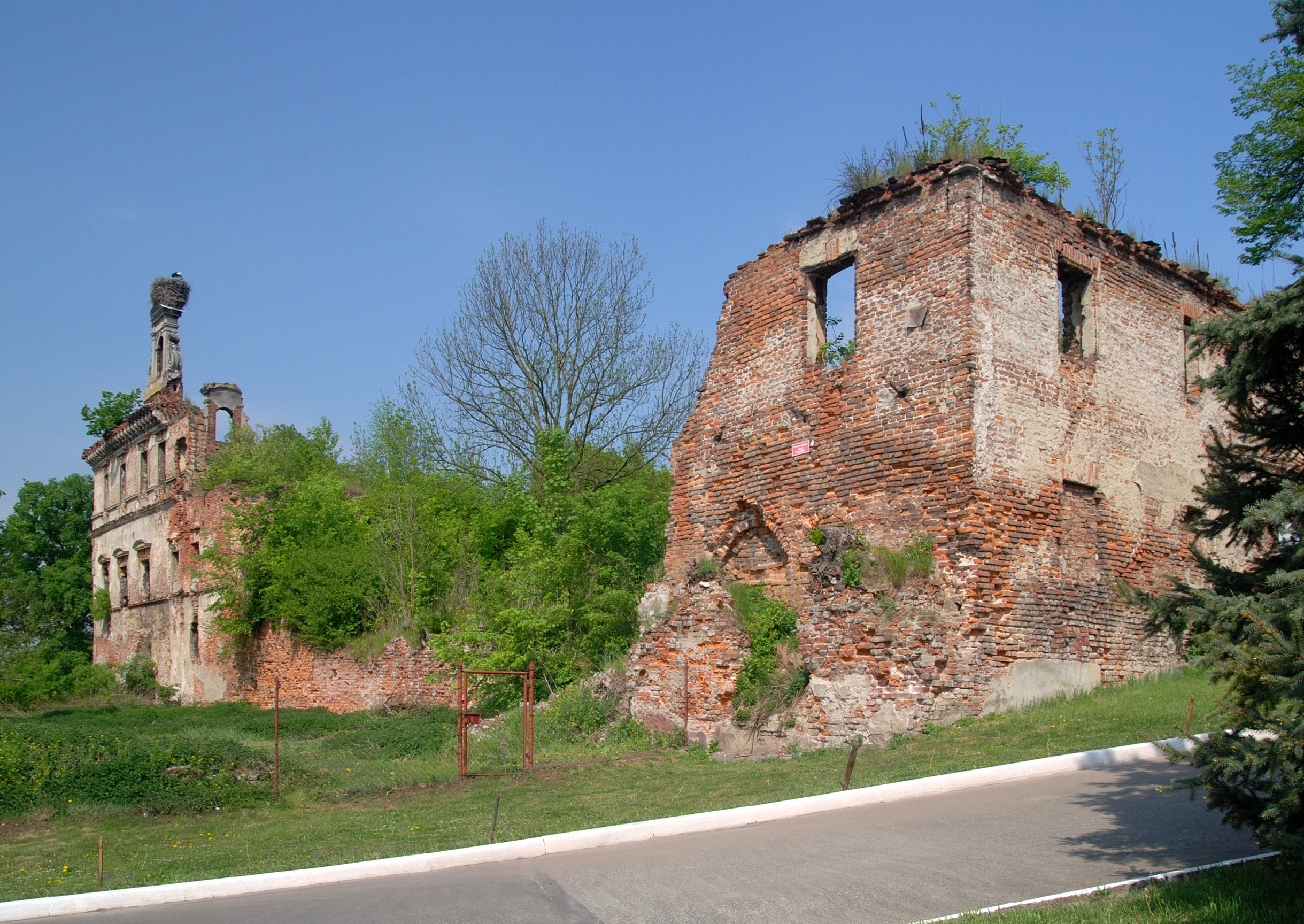
Widok od strony Placu Zamkowego (południowo-wschodniej)

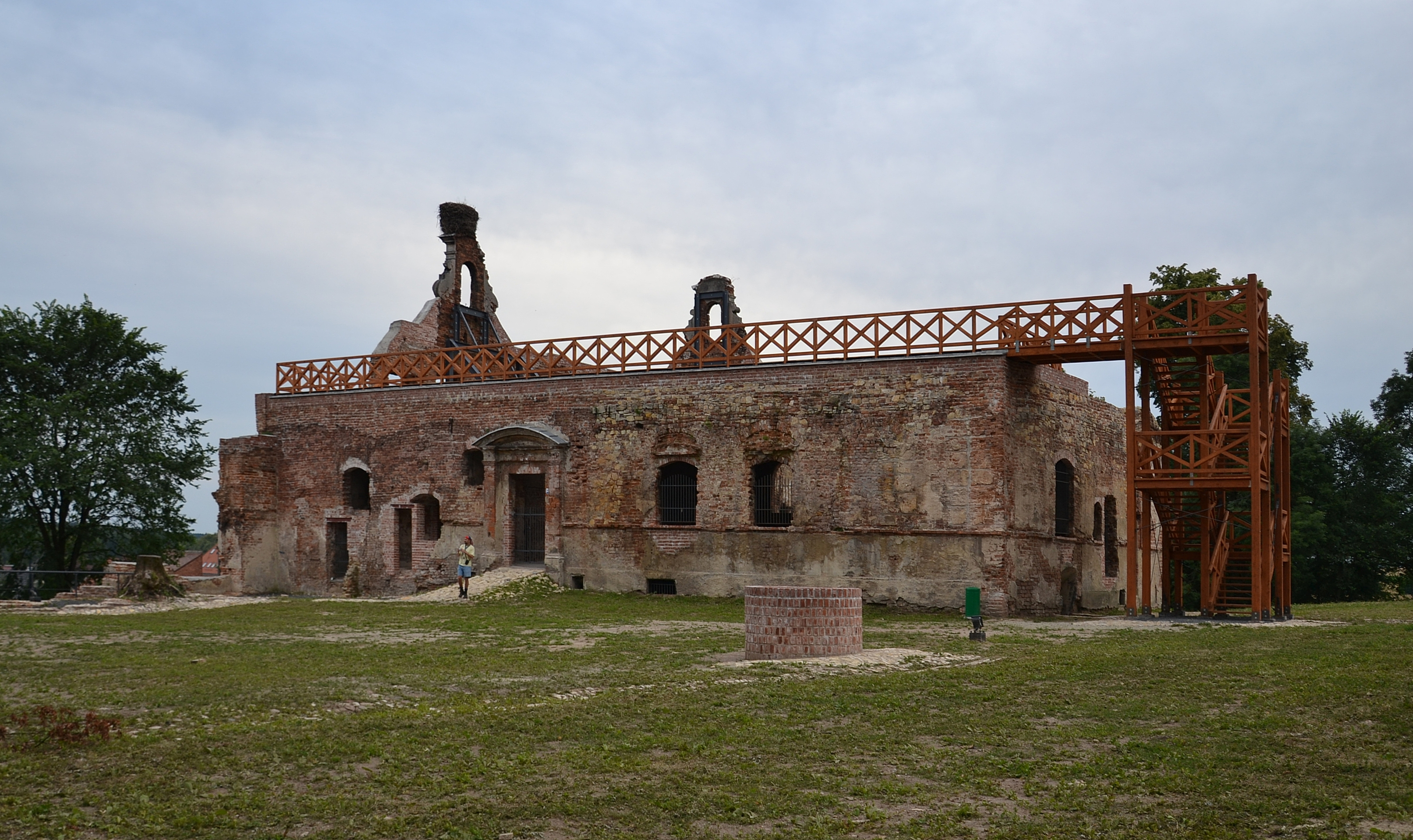
Zamek po zabezpieczeniu i odchwaszczeniu terenu

### Faza gotycka
Pierwotny zamek powstał w połowie XIII wieku i miał formę murowanej czworobocznej wieży, otoczonej dwiema fosami i dwoma wałami. W wieży rezydował wyznaczony przez biskupa zarządca, ściągający podatki oraz dbający o bezpieczeństwo w okolicy. Jeszcze w XIII wieku dobudowano do wieży, stojącej w zachodniej części istniejącej zabudowy, nowy czworobok murów, który utworzył niewielki dziedziniec. W XIV wieku w narożniku południowo-zachodnim zbudowano budynek ceglany. W 1370 roku biskup wrocławski, po przegranej wojnie z księciem opolskim Bolkiem III, zmuszony został do zburzenia fortyfikacji. Król czeski Karol IV Luksemburski, ówczesny pan Śląska oraz senior Bolka III doprowadził do ugody, ale warunkiem miała być m.in. zniesienie warownego charakteru zamku. Umocnienia jednak wkrótce odbudowano i pozostawiono na mocy ugody z 1414 roku. Zamek pozostał w rękach biskupów wrocławskich do 1443, a następnie przeszedł we władanie księcia Bolka V. W 1524 roku opisany jest jako ruina i sprzedany Mikołajowi Dluhomilowi.

### Faza renesansowa
W 1580 roku zakończono dużą przebudowę zamku w stylu renesansowym. W jej trakcie dawny dziedziniec zamku gotyckiego wypełniła zabudowa ze zdobioną reliefowym ornamentem długą sienią biegnącą od wejścia w ścianie wschodniej w kierunku dawnej wieży. W 1609 roku właścicielem został Mikołaj Kochticki. Przypuszczalnie zamek został uszkodzony podczas wojny trzydziestoletniej. W 1676 roku zamek przejmuje rodzina Praschma.

### Faza barokowa
Po 1729 roku zamek właścicielem został Henryk Sobek i do najstarszego zachodniego skrzydła dobudował od wschodu i południa zabudowania w kształcie litery L. Dawny zamek zwrócony był ku wschodowi, gdzie znajdowała się główna brama wjazdowa. Całość założenia nabrała cech barokowej rezydencji pałacowej.
Ostatnimi właścicielami zamku (od 1838) była rodzina książęca Hohenlohe (Fürsten zu Hohenlohe-Öhringen und Herzöge von Ujest), których potomkowie nadal żyją w Niemczech. Resztki herbu rodu znajdowały się nad zamurowaną bramą wjazdową, obecnie (2016) w tym miejscu umieszczono kopię.
Kres świetności zamku nadszedł w styczniu 1945 podczas zdobywania miasta przez Armię Czerwoną – w czasie walk oraz bezpośrednio po nich zarówno renesansowa rezydencja, jak i duża część miasta została spalona i zniszczona przez Armię Czerwoną. Z zamku pozostały do dziś resztki ścian z fragmentami zdobień. W ostatnich latach zostały one zabezpieczone i odchwaszczone, wybudowano również drewniane schody i platformę widokową na poziomie piętra zamkowego.
Pod zamkiem znajdują się także piwnice.